# Luigi Petrungaro
Luigi Petrungaro (Seminara, 10 febbraio 1904 – San Lazzaro di Savena, 3 agosto 1990) è stato un attore italiano, noto soprattutto come attore bambino per l'interpretazione nel 1915-16 di alcuni episodi tratti da Cuore di Edmondo De Amicis e per la partecipazione a La guerra ed il sogno di Momi (1917), primo film animato italiano.

## Biografia
Di origini calabresi e figlio d'arte (suo padre Guido Petrungaro era anch'egli attore), tra il 1913 e il 1917 Luigi Petrungaro prende parte come attore bambino a numerosi film prodotti a Torino da Savoia Film e Gloria Film.
È ricordato soprattutto come interprete di una fortunata serie di cortometraggi tratti dai "racconti mensili" del libro Cuore di Edmondo De Amicis, nei quali si alternava nel ruolo di protagonista con Ermanno Roveri. Petrungaro interpretò quattro dei nove "racconti mensili": La piccola vedetta lombarda e Il tamburino sardo per la regia di Vittorio Rossi Pianelli nel 1915, e L'infermiere di Tata e Sangue romagnolo per la regia di Leopoldo Carlucci nel 1916. Ad Ermanno Roveri furono affidati invece gli altri cinque racconti: Il piccolo patriota padovano e Il piccolo scrivano fiorentino nel 1915, e Valor civile, Dagli Appennini alle Ande e Naufragio nel 1916.
Nel 1917 Petrungaro partecipa alla pellicola "La guerra ed il sogno di Momi", primo film animato italiano, nel quale interpreta il ruolo simil-deamicisiano di un piccolo montanaro coinvolto in uno scontro armato nella prima guerra mondiale.
Da giovane Petrungaro continuò la sua carriera come ballerino e commediante per lasciare il mondo dello spettacolo alla fine degli anni quaranta, per un lavoro d'ufficio fino al suo pensionamento nel 1964.

## Filmografia
- Brancolando nell'ombra (1913)
- La piccola vedetta lombarda, regia di Vittorio Rossi Pianelli (1915)
- Il tamburino sardo, regia di Vittorio Rossi Pianelli (1915)
- L'infermiere di Tata, regia di Leopoldo Carlucci (1916)
- Sangue romagnolo, regia di Leopoldo Carlucci (1916)
- La guerra ed il sogno di Momi, regia di Segundo de Chomón (1917)
- Buon sangue non mente, regia di Gero Zambuto (1917)